# 下県郡
- 日本 > 九州地方 > 長崎県 > 下県郡
- 令制国一覧 > 西海道 > 対馬国 > 下県郡

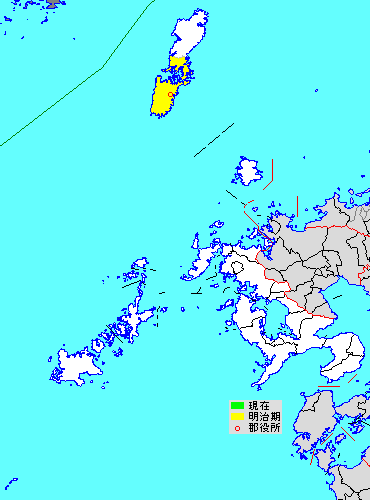
長崎県下県郡の位置

下県郡（しもあがたぐん）は、長崎県（対馬国）にあった郡。

## 郡域
1878年（明治11年）に行政区画として発足した当時の郡域は、対馬市の一部（厳原町各町・美津島町各町・豊玉町各町）にあたる。

## 歴史

### 古代

#### 式内社
『延喜式』神名帳に記される郡内の式内社。
| 神名帳                      | 神名帳                      | 神名帳 | 神名帳               | 比定社                 | 比定社                   | 比定社               | 集成 |
| 社名                        | 読み                        | 格     | 付記                 | 社名                   | 所在地                   | 備考                 | 集成 |
| --------------------------- | --------------------------- | ------ | -------------------- | ---------------------- | ------------------------ | -------------------- | ---- |
| 下県郡 13座（大4座・小9座） |                             |        |                      |                        |                          |                      |      |
| 高御魂神社                  | タカミタマノ タカミムスヒノ | 名神大 |                      | 高御魂神社             | 長崎県対馬市厳原町豆酘   |                      |      |
| 銀山上神社                  | シロカネ- カナヤマノヘノ    | 小     |                      |                        |                          |                      |      |
| 雷命神社                    | イカツチノ-                 | 小     |                      |                        |                          |                      |      |
| 和多都美神社                | ワタツミノ                  | 名神大 |                      | 厳原八幡宮神社         | 長崎県対馬市厳原町中村   | 対馬国一宮           |      |
| 和多都美神社                | ワタツミノ                  | 名神大 | （参）乙和多都美神社 | 長崎県対馬市厳原町久和 |                          |                      |      |
| 多久頭神社                  | タクツノ                    | 小     |                      | 多久頭魂神社           | 長崎県対馬市厳原町豆酘   |                      |      |
| 太祝詞神社                  | フトノトノ                  | 名神大 |                      | 太祝詞神社             | 長崎県対馬市美津島町加志 |                      |      |
| 阿麻弖留神社                | アマテルノ                  | 小     |                      |                        |                          |                      |      |
| 住吉神社                    | スミヨシ                    | 名神大 |                      | 住吉神社               | 長崎県対馬市美津島町鶏知 |                      |      |
| 和多都美神社                | ワタツミノ                  | 小     |                      |                        |                          |                      |      |
| 平神社                      | タヒラノ ヒラノ             | 小     |                      | 平神社                 | 長崎県対馬市厳原町中村   | 厳原八幡宮神社境内社 |      |
| 敷島神社                    | シキシマノ                  | 小     |                      |                        |                          |                      |      |
| 都都智神社                  | ツツチノ                    | 小     |                      |                        |                          |                      |      |
| 銀山神社                    | カナヤマノ                  | 小     |                      |                        |                          |                      |      |
| 凡例を表示                  |                             |        |                      |                        |                          |                      |      |

### 近世以降の沿革
- 明治初年時点では全域が対馬府中藩領であった。「旧高旧領取調帳」に記載されている明治初年時点での村は以下の通り。（1町64村）

久田村、久和村、与良内院村、内山村、豆酘内院村、豆酘村、豆酘瀬村、佐須瀬村、久根浜村、久根田舎村、上槻村、椎根村、小茂田村、樫根村、下原村、阿連村、今里村、尾浦村、安神村、府中、府中村、加志村、雞知村、仁位村、久須保村、尾崎村、横浦村、和板村、曽村、唐洲村、田村、佐保村、大船越村、貝口村、洲藻村、廻村、吹崎村、小綱村、賀谷村、卯麦村、糸瀬村、志多浦村、小船越村、銘村、芦浦村、大綱村、佐志賀村、大山村、鎗川村、根緒村、島山村、濃部村、黒瀬村、箕形村、緒方村、嵯峨村、犬吠村、貝鮒村、南室村、千尋藻村、小浦村、鴨居頼村、竹敷村、昼ヶ浦村、曲村
- 明治2年8月7日（1869年9月12日） - 府中藩が改称して厳原藩となる。それにともない府中が厳原城下に、府中村が厳原村にそれぞれ改称。
- 明治4年
  - 7月14日（1871年8月29日） - 廃藩置県により厳原県の管轄となる。それにともない厳原城下が改称して厳原町となる。
  - 11月14日（1871年12月25日） - 第1次府県統合により伊万里県の管轄となる。
- 明治5年
  - 5月29日（1872年7月4日） - 佐賀県（第2次）の管轄となる。
  - 8月17日（1872年9月19日） - 長崎県の管轄となり、長崎県出張所厳原支庁が設置される。
- 明治11年（1878年）10月28日 - 郡区町村編制法の長崎県での施行により、行政区画としての下県郡が発足。上下県郡役所が厳原町に設置され、上県郡とともに管轄。同日厳原支庁廃止。
- 明治16年（1883年）6月1日 - 厳原支庁が再設置。
- 明治17年（1884年）4月1日 - 上下県郡役所が廃止。以降は地域区分名称となる。
- 明治19年（1886年）8月18日 - 厳原支庁を対馬島庁と改称。
- 明治30年（1897年）4月1日 - 郡制を施行。

### 町村制以降の沿革

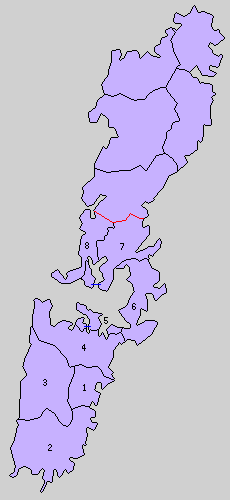
1.厳原町 2.与良村 3.佐須村 4.雞知村 5.竹敷村 6.船越村 7.仁位村 8.奴加岳村（紫：対馬市）

- 明治41年（1908年）4月1日 - 島嶼町村制の施行により、以下の町村が発足。全域が現・対馬市。（1町7村）
  - 厳原町 ← 厳原町[4]、厳原村、南室村、小浦村、曲村、久田村
  - 与良村 ← 久和村、尾浦村、安神村、内山村、与良内院村、豆酘内院村、豆酘村、豆酘瀬村、佐須瀬村
  - 佐須村 ← 久根浜村、久根田舎村、上槻村、椎根村、下原村、樫根村、小茂田村、阿連村
  - 雞知村 ← 根緒村、雞知村、洲藻村、吹崎村、箕形村、加志村、今里村
  - 竹敷村 ← 竹敷村、黒瀬村、昼ヶ浦村、尾崎村、島山村
  - 船越村 ← 大船越村、緒方村、久須保村、大山村、犬吠村、濃部村、芦浦村、鴨居瀬村、小船越村、賀谷村
  - 仁位村 ← 横浦村、仁位村、和板村、曽村、貝鮒村、嵯峨村、佐志賀村、鎗川村、千尋藻村、糸瀬村
  - 奴加岳村 ← 廻村、唐洲村、貝口村、佐保村、大綱村、小綱村、卯麦村、志多浦村、銘村、田村
- 明治45年（1912年）4月1日（1町8村）
  - 厳原町の一部（大字久田）と与良村の一部（大字尾浦・安神・久和・与良内院・豆酘内院・豆酘瀬・佐須瀬・内山）が合併し、久田村が発足。
  - 与良村の残部（大字豆酘）が分立して豆酘村が発足。
- 大正15年（1926年）7月1日 - 郡制が廃止。内務省告示第82号により対馬島庁は対馬支庁に改組される。
- 昭和7年（1932年）4月1日 - 竹敷村が雞知村に編入。（1町7村）
- 昭和15年（1940年）10月17日 - 雞知村が町制施行して雞知町となる。（2町6村）
- 昭和30年（1955年）
  - 3月1日 - 雞知町・船越村が合併して美津島町が発足。（2町5村）
  - 3月20日 - 仁位村・奴加岳村が合併して豊玉村が発足。（2町4村）
- 昭和31年（1956年）9月30日 - 厳原町・久田村・豆酘村・佐須村が合併し、改めて厳原町が発足。（2町1村）
- 昭和50年（1975年）4月1日 - 豊玉村が町制施行して豊玉町となる。（3町）
- 平成16年（2004年）3月1日 - 厳原町・美津島町・豊玉町が上県郡峰町・上県町・上対馬町が合併して対馬市が発足。同日下県郡消滅。長崎県内では1896年の郡の再編以来、壱岐郡・上県郡と共に初の郡消滅となった。

### 変遷表
| 明治41年以前                                                                  | 明治41年4月1日 | 明治41年 - 昭和24年                                                    | 昭和25年 - 昭和34年     | 昭和35年 - 昭和64年        | 平成1年 - 現在        | 現在   |
| ----------------------------------------------------------------------------- | -------------- | ---------------------------------------------------------------------- | ----------------------- | -------------------------- | --------------------- | ------ |
| 旧厳原城下10町 厳原村 久田村 南室村 小浦村 曲村                               | 厳原町         | 厳原町                                                                 | 昭和31年9月30日 厳原町  | 厳原町                     | 平成16年3月1日 対馬市 | 対馬市 |
| 久田村                                                                        | 厳原町         | 明治45年4月1日 厳原町大字久田、 与良村大字尾浦 ほか7大字を 分立 久田村 | 昭和31年9月30日 厳原町  | 厳原町                     | 平成16年3月1日 対馬市 | 対馬市 |
| 尾浦村 安神村 久和村 与良内院村 豆酘内院村 豆酘瀬村 佐須瀬村 内山村           | 与良村         | 明治45年4月1日 厳原町大字久田、 与良村大字尾浦 ほか7大字を 分立 久田村 | 昭和31年9月30日 厳原町  | 厳原町                     | 平成16年3月1日 対馬市 | 対馬市 |
| 豆酘村                                                                        | 与良村         | 明治45年4月1日 与良村大字豆酘を 分立 豆酘村                            | 昭和31年9月30日 厳原町  | 厳原町                     | 平成16年3月1日 対馬市 | 対馬市 |
| 久根浜村 久根田舎村 上槻村 椎根村 小茂田村 樫根村 下原村 阿連村               | 佐須村         | 佐須村                                                                 | 昭和31年9月30日 厳原町  | 厳原町                     | 平成16年3月1日 対馬市 | 対馬市 |
| 雞知村 根緒村 洲藻村 箕形村 吹崎村 加志村 今里村                              | 雞知村         | 昭和15年10月17日 町制 雞知町                                           | 昭和30年3月1日 美津島町 | 美津島町                   | 平成16年3月1日 対馬市 | 対馬市 |
| 竹敷村 黒瀬村 尾崎村 島山村 昼ヶ浦村                                          | 竹敷村         | 昭和7年4月1日 雞知村に編入                                             | 昭和30年3月1日 美津島町 | 美津島町                   | 平成16年3月1日 対馬市 | 対馬市 |
| 大船越村 久須保村 緒方村 犬吠村 大山村 小船越村 鴨居瀬村 賀谷村 芦浦村 濃部村 | 船越村         | 船越村                                                                 | 昭和30年3月1日 美津島町 | 美津島町                   | 平成16年3月1日 対馬市 | 対馬市 |
| 和板村 糸瀬村 横浦村 鑓川村 千尋藻村 曽村 仁位村 佐志賀村 嵯峨村 貝鮒村       | 仁位村         | 仁位村                                                                 | 昭和30年3月20日 豊玉村  | 昭和50年4月1日 町制 豊玉町 | 平成16年3月1日 対馬市 | 対馬市 |
| 卯麦村 佐保村 貝口村 唐洲村 廻村 志多浦村 大綱村 小綱村 銘村 田村             | 奴加岳村       | 奴加岳村                                                               | 昭和30年3月20日 豊玉村  | 昭和50年4月1日 町制 豊玉町 | 平成16年3月1日 対馬市 | 対馬市 |

## 行政
上下県郡長
| 代 | 氏名 | 就任年月日                 | 退任年月日                | 備考                   |
| -- | ---- | -------------------------- | ------------------------- | ---------------------- |
| 1  |      | 明治11年（1878年）10月28日 |                           |                        |
|    |      |                            | 明治17年（1884年）3月31日 | 郡役所廃止により、廃官 |